# Pawnee

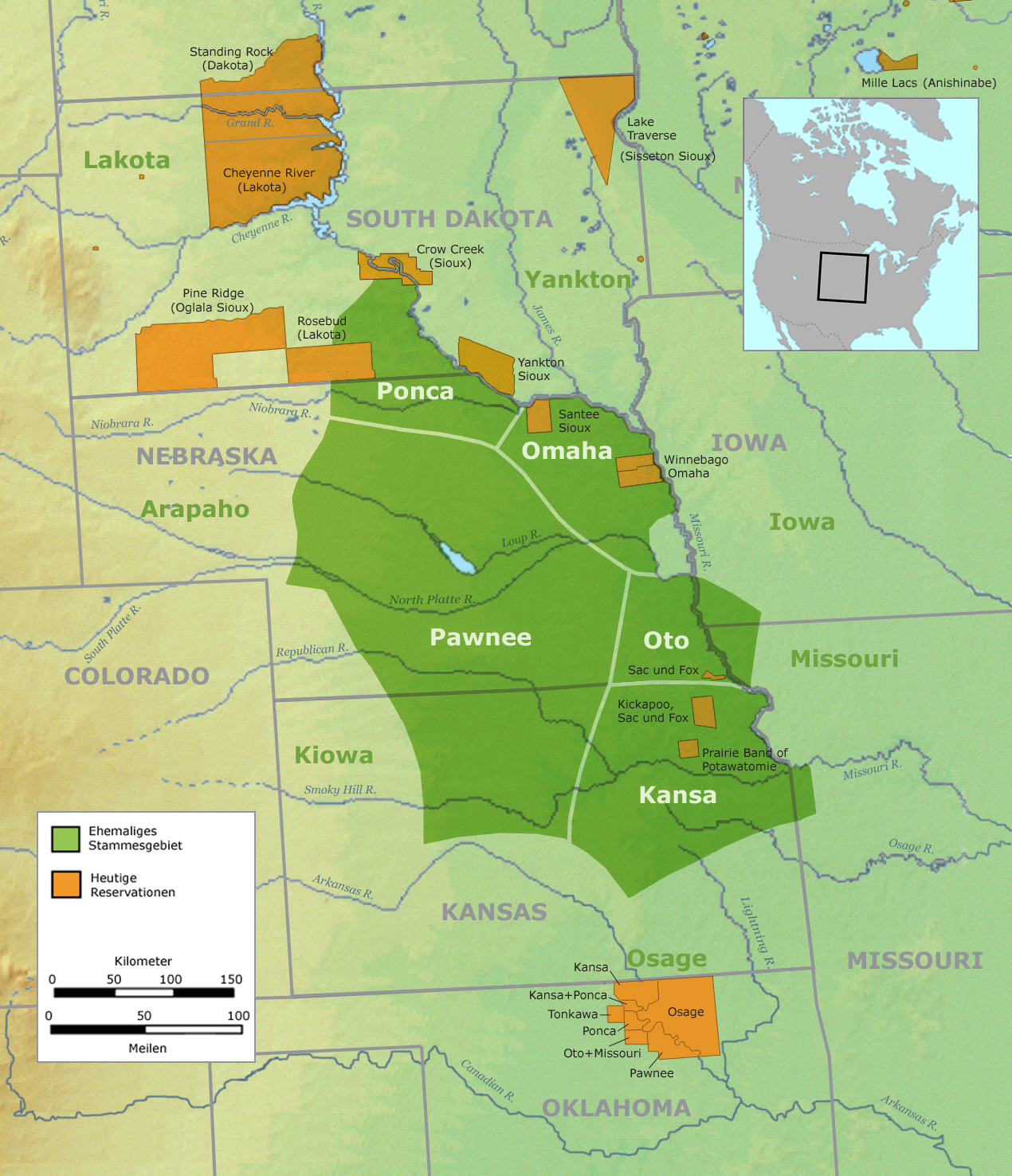
Ehemaliges Stammesgebiet der Pawnee und benachbarter Stämme und heutige Reservationen in Nebraska und Oklahoma

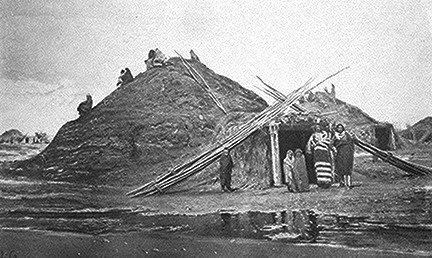
Pawnee-Hütte in Nebraska, 1873

Die Pawnee (gesprochen [pɔˈni]; früher auch Paneassa oder Pani genannt) waren ein einst militärisch mächtiger Indianer-Stamm der Central Great Plains, dessen traditionelles Siedlungsgebiet Pâriru’ („unter den [inmitten der] Pawnee“) seit Ende des 15. Jahrhunderts entlang der Nebenflüsse des Missouri in Nebraska und im nördlichen Kansas lag. Anfang des 18. und Anfang des 19. Jahrhunderts dominierten sie den Handel entlang des Platte River, des Loup River und Republican River auf den Great Plains. Als halbsesshafte Prärie-Indianer betrieben sie Feldbau entlang der Flusstäler der Prärie und ergänzten dies durch saisonale Jagd (insbesondere auf den Bison); somit zählten sie zum Kulturareal der Prärien und Plains. Besonders enge Kontakte unterhielten sie zu den sprachlich sowie kulturell eng verwandten Arikara (Astárahi/Astaráhi) (auch als „Nördliche Pawnee“ bekannt) im Norden, die zusammen mit den Sioux-Völkern der Mandan und Hidatsa den Handel entlang des oberen Missouri dominierten.
Sich selbst nannten die Pawnee Cahriksicahriks / Cahiksicahiks („Viele Personen“, manchmal wiedergegeben als „Männer von Männern“ oder „Wahre Männer“), was sowohl ihre Bevölkerungszahl als auch ihre Macht widerspiegelt, später nannten sie sich Paári. Ihr Stammesname leitet sich wahrscheinlich von Paahúkasa oder Pákspasaasi („Osage-Haarschnitt“) ab, der Bezeichnung für die unter Pawnee-Kriegern häufige Frisur, die fälschlicherweise als Irokesenschnitt oder „Mohawk haircut“ bekannt ist. Eine weitere Version leitet die Stammesbezeichnung von Paarika („Horn“, jedoch wörtlich: „gehörnt sein [meist bezogen auf Tiere]“) oder Arika („Horn“, dem Ursprung der Stammesbezeichnung für die Arikara) ab, was auf die Form ihrer aufrecht frisierten Skalplocke verweist.
Durch von Europäern eingeschleppte Krankheiten sowie militärische Konflikte mit den Apachen und Comanche (Raaríhtaʾ) sowie mit den Kolonialmächten bereits geschwächt, mussten sie sich später der aus dem Osten vordringenden kriegerischen Osage (Pasâsi’/Pasâsi) sowie der numerisch mächtigeren nomadischen Lakota (Páhriksukat/Paahíksukat) („Halsabschneider“, „Mörder“), Cheyenne (Sáhe/Sáhi) und Arapaho (Sáriʾitihka) („Hundefleischesser“) – von den Pawnee kollektiv als Cárarat („feindlicher Stamm“) oder Cahriksuupiíruʾ („Feind“) bezeichnet – erwehren, die aggressiv immer weiter auf ehemaliges Pawnee-Land vordrangen. Zudem zählten auch die gefürchteten Kiowa (Káʾiwa) und Plains Apache (Kátahka/Kátahkaʾ) („fremder, westlich der Pawnee lebender Stamm“) zu ihren erbitterten Feinden. Auf Grund der Indianerpolitik der Vereinigten Staaten sowie der vorrückenden Frontier suchten westwärts vertriebene Stämme (Delaware, Sauk, Fox, Kansa u. a.) ebenfalls eine neue Heimat zu finden – und dies auch gewaltsam. Gegen 1860 war die Population der Pawnee von einst ca. 12.000 auf bereits ca. 4.000 Personen reduziert. Nach nochmaligen Seuchen, ausbleibenden Ernten und Kriegen schätzte man die Pawnee auf ca. 2.400 Personen. Eine Reservation entlang des Loup River in ihrem Stammesgebiet bot jedoch gegen die andauernden Überfälle der Lakota keinen Schutz (die Pawnee wurden hingegen ein leichtes Ziel für Raubüberfälle); daher waren sie 1873 gezwungen, in eine neue Reservation im Indianerterritorium (dem heutigen Oklahoma) umzusiedeln.
Viele Pawnee-Krieger dienten der US-Armee während der Kriege gegen die Plainsindianer (1865 bis 1890) als Scouts, um ihre traditionellen Feinde aufzuspüren und zu bekämpfen, die sich gegen das Vordringen der Siedlergrenze auf den Great Plains wehrten. Neben den Apache-Scouts und Crow-Scouts sind die Pawnee-Scouts die berühmtesten „Indianer-Scouts“.

## Politische Organisation
Das über die weibliche Linie vererbte Häuptlingstum der Pawnee bestand aus vier Bands (ákitaaruʾ), die zwei gegenseitig schwer verständliche Dialekte sprachen: Im Norden sprach die politisch zentral stark organisierte Skidi / Skiri-Föderation den sog. Skidi/Skiri-Dialekt (SK-Dialekt) (der sehr der Sprache der Arikara bzw. Nördlichen Pawnee ähnelte) und der sog. South Bands-Dialekt (SB-Dialekt) wurde von den drei weiter südlich lebenden Südlichen Bands (englisch South Bands) gesprochen, diese bildeten keine zentrale politische Einheit, sondern bestanden aus drei dominanten Bands (Gruppen): den Chaui / Chawi, Kitkehakhi und Pitahawirata. Jede der vier Pawnee Bands unterteilte sich wiederum in mehrere Dorfgruppen, die entlang der Flussläufe lebten. Die Skidi / Skiri-Föderation war zwar die bevölkerungsstärkste Gruppe der Pawnee, trotzdem galten allgemein die Chaui / Chawi der Südlichen Bands als die politisch führende Gruppe innerhalb der Pawnee, deren führender Häuptling (reesaahkitáwiʾuʾ / riísaahkitawiʾuʾ) allgemein gegenüber Außenstehenden (Indianer sowie Europäer) als Sprecher aller Pawnee Bands auftrat (jedoch besaß er keine politische „Gewalt“, um den anderen drei Bands eventuell strittige Themen bzw. Entscheidungen aufzuzwingen).
Streitigkeiten und Gewalt zwischen den einzelnen vier Bands war in der Geschichte nicht ungewöhnlich, speziell zwischen der Skidi / Skiri-Föderation (Verbündete der Arikara) und den Chaui / Chawi (Grand Pawnee).
Skidi / Skiri-Föderation (abgl. von Ckirir/Tski'ki – „Wolf“ oder Tskirirara – „im Wasser stehender Wolf“, etwa: „Wolf-Volk“), Eigenbezeichnung Ckírihki Kuuruúriki („Volk, das Wölfen ähnelt, sich wie Wölfe verhält“, bezogen auf den Charakter und die Tapferkeit der Tiere, daher von den Franzosen als Loup Pawnee und später von den Amerikanern als Wolf Pawnee bezeichnet), waren unter den Südlichen Bands auch als Atatkipaasikasa ("Feces Lying In The Shade", wörtlich: „Kot liegt im Schatten“) bekannt.
- Akapaxtsawa (‘Mit einem Büffelschädel bemaltes Tipi’)
- Arikarariki (‘Da, wo ein Wapiti mit einem kleinen Geweih steht’)
- Arikararikutsu (‘Da, wo ein Wapiti mit einem großen Geweih steht’)
- Kitkehaxpakuxtu (‘Dorf der Alten Erde’ oder ‘Altes Erd-Dorf’)
- Tuhawukasa (‘Dorf, das sich über einen Hügel erstreckt’)
- Tuhitspiat bzw. Tuhricpiiʾat (SB-Dialekt) (‘Dorf, das sich in die Tiefebenen ausbreitet’)
- Tuhutsaku (‘Dorf innerhalb einer Schlucht’)
- Tukitskita (‘Dorf entlang eines Flussarmes’)
- Turawiu (war lediglich ein Teil eines Dorfes)
- Turikaku (‘Zentrales Dorf’, ‘Haupt-Dorf’)
- Tuwarakaku (‘Dorf innerhalb eines dichten Waldes’)
- Tskisarikus (‘Fischadler’)
- Tstikskaatit (‘Black-Ear-of-Corn’, d. h. ‘Schwarzer Mais’)

Politisch unabhängig, jedoch auf Grund ihres Dialekts sowie ihrer Stammesgebiete wurden folgende Bands innerhalb der Pawnee zur Skidi-Föderation gezählt:
- Tskirirara (‘im Wasser stehender Wolf’, waren namensgebend für die Skidi-Föderation)
- Páhukstaatuʾ (SK-Dialekt), Páhukstaatuʾ (SB-Dialekt) oder Pahukstatu (‘Kürbis-Rebstock-Dorf’)
- Panismaha (auch Panimaha, ca. 1770 spaltete sich diese Gruppe von den Skidi ab, wanderte südwärts ins Gebiet der Texas-Arkansas-Grenze, verbündete sich dort mit den Taovayas/Tawehash (einem Stamm der Wichita), Tonkawa, Yojuanes und anderen texanischen Stämmen zuerst gegen Lipan Apache, dann gegen die Comanche)

Südliche Bands – von der Skidi / Skiri-Föderation als Tuhaáwit ("East Village People", d. h.: „Volk im Osten“) bezeichnet
- Cáwiiʾi (SB-Dialekt), Cawií (SK-Dialekt), auch: Tsawi, heute meist Chaui (offizielle Schreibweise der Pawnee Nation) oder Chawi (wegen der Lage ihres Stammesgebiets als "People in the Middle" - „Volk in der Mitte“ bezeichnet; manchmal wird der Name auch als „Jene, die um Fleisch betteln“ wiedergegeben), auf Grund ihrer politischen Führungsrolle von den Europäern als Grand Pawnee bezeichnet
- Kítkehahki (SB-Dialekt), Kítkahaahki (SK-Dialekt), auch: Kitkahaki oder Kitkehaxki (wörtlich: „Jene, die in kleinen Erdhütten wohnen“ oder „Jene, die im kleinen Dorf mit schlammigem Boden wohnen“), auf Grund ihrer Dominanz des Middle Republican Rivers auch als Republican Pawnee bezeichnet
  - Kitkehahkisúraariksisuʾ (SB-Dialekt) bzw. Kítkahaahkisuraariksisuʾ (SK-Dialekt) (eigentl. Kitkahahki Band, wörtlich „wahre Kitkahahki“’; im späten 19, Jahrhundert spalteten sich Kitkahahki in zwei Bands auf, diese war die größere von beiden)
  - Kitkehahkiripacki (SB-Dialekt) bzw. Kítkahaahkiripacki (SK-Dialekt) (wörtlich „Little Kitkahahki“, eine kleine Splittergruppe, die sich im späten 19. Jahrhundert von der Hauptgruppe löste)
- Piitahawiraata (SB-Dialekt), Piítahaawìraata (SK-Dialekt), auch: Pitahauirata, Pitahaureat, heute meist: Pitahawirata (offizielle Schreibweise der Pawnee Nation) (wörtlich: „Jene, die flussabwärts gehen, d. h. nach Osten“), von den Franzosen auch als Tapage Pawnee („Schreiende, heulende Pawnee“) und daher später seitens der Amerikaner auch als Noisy Pawnee („Laute, lärmende Pawnee“) bezeichnet (beide Fremdbezeichnungen stützen sich auf die Übersetzung von Piíta (SB-Dialekt) bzw. Piíta (SK-Dialekt) als „Mann, Mensch“ und Rata als „schreien“)[5]
  - Piitahawiraata bzw. Piítahaawìraata (eigentl. Pitahawirata, führende Gruppe)
  - Kawaraakis (SB-Dialekt), heute meist Kawarakis (evtl. abgl. vom Arikara-Wort Kawarusha - „Pferd“ und dem Pawnee-Wort Kish - „Volk“, die Bezeichnung könnte sich jedoch auch von dem mit dieser Gruppe assoziierten Heiligen Bündel namens „Kawaraáʾa“ ableiten, andere Pawnee behaupteten, die Kawarakis sprächen wie die nördlich lebenden Arikara, daher gehörten sie vielleicht zu den 1794–1795 von den Lakota aus ihren Dörfern vertriebenen Arikara, die sich dann ihren südlich lebenden Pawnee-Verwandten anschlossen)

## Traditionelles Stammesgebiet
Während des späten 18. und frühen 19. Jahrhunderts (und vor dem Jahr 1833) siedelten die vier Pawnee Bands in Gruppen von Siedlungsclustern entlang bedeutender Nebenflüsse des Missouri River (kícpaarukstiʾ / kicpaárukstiʾ) (wörtlich: „heiliges Wasser“) im mittleren Nebraska und nördlichen Kansas. Zum Zeitpunkt der ersten Kontakte zu den Europäern (Spanier und später Franzosen) bildeten sie mit einer geschätzten Bevölkerungszahl von zehn- bis zwölftausend Personen einen der größten und bekanntesten halbsesshaften Prärie-Stämme und dominierten militärisch sowie politisch diese sowohl für den Handel als auch für Ackerbau und (später Pferdezucht und Viehwirtschaft) günstige Region der Prärie (húraahkatuusuʾ / kuúhaaruʾ) („flaches Land“).
Im Nordwesten und Norden lebte die Skidi / Skiri-Föderation, historisch auch als Loup Pawnee oder Wolf Pawnee bekannt; ihr Stammesgebiet erstreckte sich vom Südufer des Niobrara River (kíckatariʾ) (wörtlich: „schnell fließendes Wasser“) südwärts bis zum Nordufer des Platte River (kíckatus / kíckatus) (wörtlich: „flacher Fluss“); ihre Dörfer (einst mindestens dreizehn) konzentrierten sich hierbei entlang der Flussläufe des Elkhorn River (kicita) sowie der vielen Nebenflüsse des von den Europäern nach ihnen benannten Loup River (ickariʾ/ickáriʾ) (wörtlich: „[Fluss, wo] viele Indian potatoes [wachsen]“), seit dem frühen 19. Jahrhundert jedoch lebten die Skidi / Skiri nur noch in einem Dorf entlang des Nordufers des Loup Rivers.
Südlich von ihnen entlang der beiden Ufer des Platte Rivers sowie südwärts bis beiderseits des Republican River (mit Jagdgebieten südwärts bis zum Solomon River (kiicawiicaku) (wörtlich: „Frühling am Flussufer“) und Smoky Hill River (aahkáwirarahkata) (wörtlich: „gelbe Klippen bzw. Flussufer“)) in Kansas lebten die drei South Bands Pawnee: die Kitkehahki (Republican Pawnee) im Westen, die Chaui / Chawi (Grand Pawnee) im Zentrum und die Pitahawirata (Tappage Pawnee / Noisy Pawnee) im Osten.
Die Kitkehahki Pawnee, historisch meist als Republican Pawnee bekannt, und ihre Siedlungen dominierten den Mittellauf des von den Franzosen nach ihnen benannten Republican Rivers, ihr Stammesgebiet wurde im Norden vom Platte River begrenzt und umfasste im Süden den Prairie Dog Creek, einen Nebenfluss des Republican River im Norden von Kansas. Unter dem Druck der Kansa (árahuʾ / árahuʾ) hatten sie jedoch ihr ursprüngliches Stammesgebiet aufgegeben und waren seit ca. 1811 entlang des Loup River ansässig, um Schutz durch die Skidi / Skiri-Föderation zu finden.
Die Chaui / Chawi Pawnee, auf Grund ihrer politischen Führungsrolle seitens der Franzosen (und später Amerikanern) als Grand Pawnee bezeichnet, siedelten in mehreren Dörfern südlich des Platte River sowie beiderseits des Republican Rivers; ihr Stammesgebiet lag fast "zentral" zwischen den flussaufwärts (westlich) lebenden Kitkehahki Pawnee, den flussabwärts (östlich) lebenden Pitahawirata (Tappage Pawnee / Noisy Pawnee) und der Skidi-/Skiri-Föderation direkt im Norden. Ab dem späten 18. Jahrhundert bezogen die Chaui / Chawi Pawnee zwei große Siedlungen südlich des Platte River, um militärisch sowie organisatorisch gegen auf ihr einstiges Stammesland westwärts vordringende Stämme (die jedoch selbst auf der Flucht vor der fortschreitenden Frontier waren) vorgehen zu können.
Die Pitahawirata Pawnee, historisch auch als Tappage Pawnee oder Noisy Pawnee bekannt, waren die östlichste und zugleich kleinste Band der Pawnee und lebten in mehreren Dörfern südlich des Platte River sowie beiderseits des Republican Rivers. Ab dem späten 18. Jahrhundert bewohnten sie nur noch eine einzige Siedlung, die sich zumeist in der Nähe der Chaui / Chawi Pawnee befand; Mitte des 19. Jahrhunderts bewohnten sie vermutlich zusammen mit den Chaui / Chawi Pawnee ein Dorf (da keine separate Nennung oder Ortslage für eine Pitahawirata-Siedlung genannt wird).

## Kultur

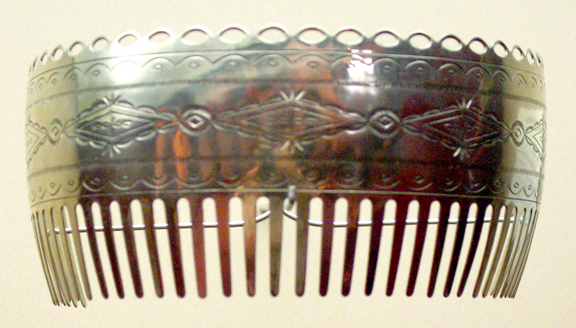
Ornamenteller Haarkamm des Pawnee-Künstlers Bruce Caeser aus dem Jahr 1984

Jede dieser Bands (Gruppen) war in mehrere Dorfgemeinschaften (ituúruʾ – „Dorf“, bzw. kítkahaaruʾ – „Dorf aus Erdhütten“) unterteilt, die die soziale Basiseinheit des Pawneevolkes bildeten. Sie wohnten in großen, kuppelförmigen, erdbedeckten Hütten, benutzten aber das Tipi (karacaape / káracapiʾ) („von oben nach unten schräg drapierte Häute“) bei der kollektiven Büffeljagd (rahkátahuuruʾ) („Zug auf die High Plains“). Die Erdhütten (ákaraarataaʾuʾ) der Pawnee besaßen eine ovale Form, wurden von einem Gerüst aus 10–15 Stangen getragen, das mit Weidenzweigen, Erde und Grassoden bedeckt war. Im Scheitelpunkt der Hütte befand sich eine Öffnung, die als Rauchabzug (iriírasaakaratawi oder iriíraacusaakaratawi genannt) und Fenster diente. Der Boden der Hütte lag etwa 3 Fuß (ca. ein Meter) unterhalb des Erdbodens und die Tür (íwatuuruʾ genannt) konnte des Nachts durch ein Bisonfell verschlossen werden. In großen Hütten lebten 30 bis 50 Personen, ein Dorf hatte zwischen 300 und 500 Einwohner und 10 bis 15 Haushalte. Jede Hütte war in eine Nord- und eine Südhälfte oder zwei Sektionen geteilt, die jeweils von einem Oberhaupt geführt wurden, und jede Sektion bestand aus drei Familien. Die Zugehörigkeit zu einer Hüttengemeinschaft wurde flexibel gehandhabt. Wenn die Familien von der Büffeljagd im Sommer oder Winter zurückkamen, konnten sie sich eine neue Hütte aussuchen, obwohl sie gewöhnlich in demselben Dorf blieben. Die Büffeljagd wurde von der ganzen Dorfgemeinschaft gemeinsam unternommen und die Pawnee verließen während dieser Zeit ihre festen Siedlungen und wohnten in Tipis; diese mehrere Wochen andauernden Jagdausflüge auf den Plains westlich des Territoriums der Pawnee wurden als kataʾat („auf die Jagd gehen“, wörtlich jedoch: „einen Kriegszug unternehmen“) bezeichnet, da die Jagdgründe sich in den Stammesgebieten der feindlichen nomadischen Plains-Stämme (Comanche, Kiowa, Plains Apache, Cheyenne und Arapaho) befanden.
Die Frauen nutzten als Ackerbaumethode die Mischkultur. Sie bauten die drei wesentlichen indianischen Feldfrüchte (auch als Drei Schwestern bezeichnet) an: mehrere Sorten von Mais (ríkiisuʾ) (hierunter bevorzugt dunkelblaue und gemischtfarbige Maissorten, jedoch auch rotfarbigen Hartmais (kiceérit) und gelben Hartmais (kiceeriktahkata) sowie Zuckermais (rikiistákarus / ríkistakarus)), mehrere Sorten Squash (páhuks) und verschiedenartige Bohnen (átit / atiik) (hierunter Gartenbohne (/átiktariiʾus), Limabohne (átikatus)) an, zudem betrieben sie auch Handel mit benachbarten Stämmen, um weitere begehrte Nahrungsmittel zu erhalten (z. B. spezielle Maissorten: ríkiisastarahi / rikiisástarahi – „Arikara-Mais“ und ríkispasaasi / rikiispasaasi – rotfarbigen „Osage-Mais“).
Außerdem waren sie sehr geschickt in der Kunst der Töpferei.
Die Pawnee hatten eine matrilineare Kultur, d. h. die Abstammung wurde über die Mutter definiert. Ein junges Paar zog traditionell in die Hütte der Brauteltern (Matrilokalität). Der frauenzentrierte Wohnsitz (Residenzregel) verstärkte die engen Beziehungen zwischen der Ehefrau, ihren Schwestern, ihrer Mutter und deren Schwestern (Tanten), während die Familie des Ehemannes nicht als verwandt angesehen wurde. Alle Verwandtschaftsbeziehungen bezogen sich auf nur eine Mütterlinie; alle Söhne heirateten hinaus (Exogamie) und zogen zu ihren zukünftigen Ehefrauen, Töchter holten sich Ehemänner aus anderen Abstammungsgruppen herein. Ehemänner blieben ihrer eigenen Familie zugerechnet und konnten daher keinerlei Rechte auf Nachfolge, Besitz oder Erbe innerhalb der Familie ihrer Ehefrau erwerben.
Innerhalb der Hütten-Sektionen wurden die Frauen in drei Gruppen eingeteilt:
- verheiratete jüngere Frauen, die die Hauptlast der täglichen Arbeit trugen,
- junge, ledige Frauen, die ihre Aufgaben kennenlernten, und
- ältere Frauen, die für die Erziehung und Obhut der kleinen Kinder verantwortlich waren.

Häuptlinge (káhiiki / kahiíki oder reesaáruʾ / riisaáruʾ) einer Band oder einer Dorfgruppe, Priester und Medizinmänner (kaahuúruʾ) („mächtiger Mann“) wurden durch Klassenunterschiede begünstigt, so wurde die Tochter eines Häuptlings als Ctiisaáruʾ („weiblicher Häuptling“) bezeichnet und die Familie eines Häuptlings führte sich meist auf eine lange Lineage von früheren Häuptlingen zurück. Jeder Häuptling eines Dorfes oder einer Band besaß ein Heiliges Bündel (engl.: “Sacred bundle”, cuháriipiiruʾ oder caátki genannt); so hatten z. B. die Kawarakis-Dorfgruppe der Pitahawirata Band ein als Kawaraáʾa bekanntes Heiliges Bündel, die Skidi / Skiri-Föderation eins namens Cáhikspaarukstiʾ („Heilige Person“). Geisterbeschwörern wurden besondere Kräfte gegen Krankheiten, feindliche Überfälle und Nahrungsmangel zugesprochen. Priester (kúrahus) waren mit der Darbietung von Ritualen und heiligen Gesängen beauftragt. Neben Medizinmann- und Jagdgesellschaften hatten die Pawnee auch Kriegergesellschaften.
Jeder Häuptling einer Band musste vor einer Entscheidung immer den Stammesrat (kaawiitik oder reesaarakaaruʾ/reesaaruʾ-rarahkaawi – „Versammlung, Beratung der Häuptlinge“), bestehend aus mehreren Häuptlingen (káhiiki / kahiíki oder reesaáruʾ / riisaáruʾ genannt), deren Beratern/Assistenten (sawaáhaku genannt), Kriegshäuptlingen (réhkita / ríhkita oder raáwiirakuhkitawiʾuʾ), Medizinmännern und Priestern einberufen, die Versammlung fand gewöhnlich in der Behausung des Häuptlings statt (riisaárakaaruʾ – „Haus des Häuptlings“).

## Traditionelle Religion
Die ethnische Religion der Pawnee kennt ein großes Pantheon naturgestaltiger Gottheiten, wobei es einige Unterschiede in der Mythologie der „Skidi / Skiri-Föderation“ und der „Südlichen Bands“ (Kitkehahki/Republican Pawnee, Chaui/Grand Pawnee, Pitahawirata/Tappage Pawnee/Noisy Pawnee) gibt. Die „Skidi / Skiri-Föderation“ hatte ein Glaubenssystem, das sich auf sichtbare Objekte (Sterne) am Nachthimmel konzentrierte. Sterne östlich der Milchstraße gelten darin als männliche Götter, während die weiblichen Mächte am westlichen Himmel herrschten. Die „Südlichen Bands“ erkannten eine schöpferische Kraft einiger Himmelsobjekte und meteorologischer Phänomene an, verließen sich aber weitgehend auf Tiere als Unterstützung und Führung.
Eine Ausnahme für die nordamerikanischen Stammesreligionen ist die ausgeprägte Hochgottgestalt Tirawahat/Tirawahut (SB-Dialekt - „Ausdehnung des Universums“, „die weite Ausdehnung“, identifiziert mit dem Himmel) oder Ahakaahuraarikìtaku (SK-Dialekt - „Jener, der seine Welt oberhalb hat“), der als Schöpfergott und als personifizierter, jedoch unerkennbarer Atius Tirawa (SB-Dialekt) bzw. Atíʾas tiítaku ahikítaku (SK-Dialekt - „unser Vater oben“) fungierte. Die Pawnee glaubten, dass er die Menschen das Tätowieren, Feuermachen, Jagen, die Landwirtschaft, Sprache und Kleidung, religiöse Rituale (einschließlich der Verwendung von Tabak und heiligen Bündeln) sowie die Opfer gelehrt habe. Er wurde mit den meisten Naturphänomenen in Verbindung gebracht, darunter Sterne und Planeten sowie mit seinen 16 Manifestationen (z. B. Wind, Wolken, Licht, Sturm, Regen, Donner, Blitz usw.) Er griff nicht in den Alltag der Menschen ein, seine Allmacht wurde zwar angebetet, aber andere Götter galten den Menschen als näher.
Als Himmelsgott stand ihm seine Frau, die Mutter- und Erdgöttin Atíraʾ („Unsere Mutter“, wörtlich: „Mutter Mais“, identifiziert mit der Erde) zur Seite, sie wurde mit dem lebenswichtigen Mais assoziiert. Sie ist zuständig für die Fruchtbarkeit der Pflanzen, der Tiere und damit entscheidend für das Wohlergehen der Menschen.
Laut Überlieferung wurde der männliche Huupiríkucuʾ  (Morgenstern, wörtlich: "großer Stern", identifiziert meist mit Mars - Magnitude −2,91 mag, manchmal auch Venus) im Osten als erster erschaffen; als Kriegsgott war er Krieger und zugleich Götterberater. Nach ihm wurde der weibliche Cuupiríktaaka (Abendstern, wörtlich: "weißer [weiblicher] Stern", identifiziert mit Jupiter - Magnitude −2,94 mag oder mit Venus - Magnitude −4,67 mag) im Westen erschaffen; als Vegetations- bzw. Fruchtbarkeitsgöttin symbolisierte sie ebenfalls die Natur und die Frauen und widersetzte sich dem göttlichen Plan, die Menschheit zu erschaffen. Morgenstern ("Mars / Kriegsgott") musste mit seinem Feuerball eine Reihe von Kräften am westlichen Himmel bekämpfen und überwinden, um sich schließlich mit Abendstern ("Jupiter (Venus) / Vegetations- bzw. Fruchtbarkeitsgöttin") zu paaren. Der erste auf diese Weise geschaffene Mensch war ein Mädchen. Die bedeutenden Mächte "Donner", "Blitz", "Wolke" und "Wind" im Westen gehorchten dem Abendstern. Durch ständigen Gesang erzeugten sie die Erde, auf der das erste Mädchen (das Kind der Abend- und Morgensterne) platziert wurde. Dieses Ereignis wurde durch die "Skidi-/Skiri-Föderation" mit dem Morgenstern-Ritual rituell gefeiert.
Die Sonnengottheit Sakuúruʾ/Shakuru ("Sonne") und die Mondgottheit Páh ("Mond") waren die letzten aller Götter, die in den Himmel gesetzt wurden. Ihr Nachkomme war der erste Junge, und er wurde zum ersten Mädchen ebenfalls auf die Erde gesetzt. In der Mythologie der "Skidi-/Skiri-Föderation" haben diese beiden Götter ansonsten einen relativ geringen Stellenwert.
Awitakaahaksa (Meteoriten, wörtlich: "nach unten fliegend kommen") brachten den Findern Glück. Die "Skidi / Skiri" betrachteten diese als Kinder von Ahakaahuraarikìtaku bzw. Tirawahat/Tirawahut, die auf die Erde geschickt wurden.
Sechs große Sterne repräsentierten andere Götter, die von Ahakaahuraarikìtaku (Tirawahat/Tirawahut) kontrolliert wurden und durch die Pawnee in Ritualen um Anwesenheit angefleht wurden. Zwei von ihnen waren die weiblichen Südwest- und Nordweststerne. Die männlichen Sterne waren der Nord-, der Nordost-, der Südost- und der Südstern und hatten spezifische Aufgaben zu erfüllen:
- der Karariíwari (Nordstern (Polarstern), wörtlich: "einer, der sich nicht bewegt", Magnitude 1,97 mag) war der Sohn des Südsterns. Er wachte über die Menschen und musste seinen Posten halten (da er ein geeignetes Mittel zur Feststellung der geografischen Nordrichtung ist).
- der Nordoststern (oder Große Schwarze Meteoritenstern) kontrollierte die Tiere, insbesondere den Amerikanischen Bison. Er war auch für die Verschiebung vom Tag zur Nacht zuständig. Einigen "Skidi / Skiri" zufolge war dieser unidentifizierte und rätselhafte Stern ein Büffelbulle, der den Himmel auf seinem Rücken trug. In der Mythologie der "Südlichen Bands" wird dieser Gott überhaupt nicht erwähnt und nur eine Reihe der anderen Sterngötter.
- der Südoststern (oder Antares / Rote Stern, Magnitude 1,09 mag) regelte den Tagesanbruch und hatte Autorität unter den Tieren.
- der Ckírihki-tiʾuuhac (Südstern (Sirius / Wolfstern), wörtlich: "Wolf wurde ausgetrickst/getäuscht Stern", Magnitude -1,46 mag) erhob sich manchmal am Himmel, um zu sehen, ob sein Sohn Karariíwari (Nord-/Polarstern) auf seiner festen Position blieb. Südstern (Wolfstern) ist der hellste Stern am Nachthimmel und regierte im Land der Toten und bewachte als Hundsstern die "Pfade der Seelen" (in der Milchstraße), die die toten Menschen in sein Reich führten. Er erhielt keine Gebete, und es wurde keine Zeremonie in seinem Namen abgehalten.

Die Pawnee benutzten die Astronomie auch für praktische Dinge, so zum Bestimmen der günstigsten Zeit zur Maispflanzung.
Während sich die "Skidi / Skiri" in hohem Maße auf die Kräfte und die Hilfe von Sternen, Sternbilder und anderen Objekten im Kosmos verließen und diese die höchsten Götter bildeten, vertrauten die "Südlichen Bands" vor allem auf die Hilfe und den Rat einer Reihe von Naturgöttern (Götter der "Biologie") und Tiergöttern (Götter der "Heilkunde"), die als Vermittler zwischen den Göttern im Himmel fungierten, und die Menschen mittels ihrem Rat führten und lehrten.

### Das Morgenstern-Ritual
Bis in die 1840er Jahre gab es bei der "Skidi / Skiri-Föderation" (auch: Loup Pawnee bzw. Wolf Pawnee) ein Menschenopfer-Ritual während des Frühlingsäquinoktiums, das dem Morgenstern gewidmet war (wahrscheinlich nur durch das Dorf Tuhwaahúkasa - "Village Across A Hill, Village On The Crest" durchgeführt). Das Ritual war eng mit dem Schöpfungsmythos der Pawnee verbunden, in dem Morgenstern ("Mars / Kriegsgott") gewaltsam sich mit Abendstern ("Jupiter (Venus) / Vegetations- bzw. Fruchtbarkeitsgöttin") vereinigte und diese zu seiner Frau machte, die aus dieser Verbindung geborene jungfräuliche Tochter war der erste Mensch. Daher war das Opfer meist ein von einem anderen Stamm gefangenes jungfräuliches Mädchen. Man behandelte das Mädchen zunächst gut und errichtete ein kunstvolles Schafott für die Opferung. Bevor der Morgenstern am Opferungstag aufging, wurde das Mädchen auf das Schafott geführt. Wenn der Stern am Horizont erschien, öffneten Medizinmänner den Brustkorb des Mädchens und durchbohrten den Körper mit Pfeilen. Auf Grund der vorrückenden Frontier sowie um die Handelsbeziehungen zu Amerikanern nicht zu gefährden, versuchten zunehmend wichtige Häuptlinge - darunter Lachelasharo (Knife Chief) und sein berühmter Sohn und Nachfolger Petalesharo (Man Chief, ca. *1797 – †1836), die Menschenopfer zu beenden. Für April 1827 ist ein Rettungsversuch durch den Indianer-Agenten John Dougherty und einige einflussreiche Pawnee-Anführer überliefert - jedoch war dieser erfolglos und das Cheyenne-Mädchen wurde geopfert. In ihrem Buch The Lost Universe (Das verlorene Universum) beschreibt die Autorin Gene Weltfish, wie "Haxti", ein gefangenes 14-jähriges Oglala-Lakota-Mädchen (Cuukúraara - "weibliche Oglala") von den Pawnee am 22. April 1838 rituell getötet wurde. Man nimmt an, dass sie das letzte Menschenopfer der Pawnees war.

## Geschichte

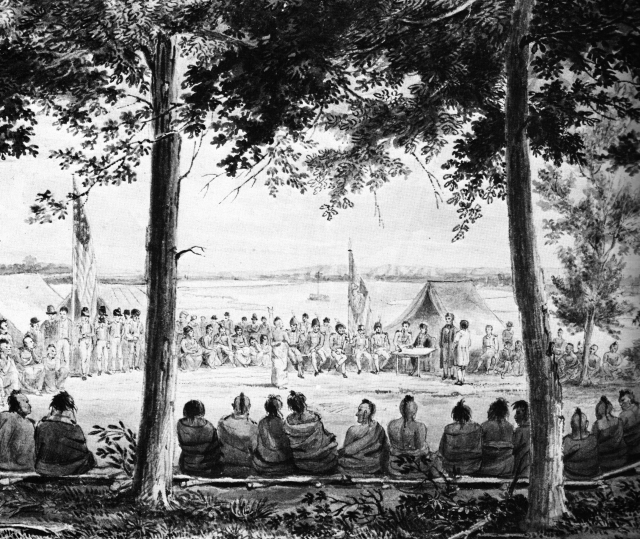
Pawnee während einer Verhandlung zwischen Kriegsparteien mit einer Expedition von Major Stephen Long 1819 in Iowa bei Council Bluffs

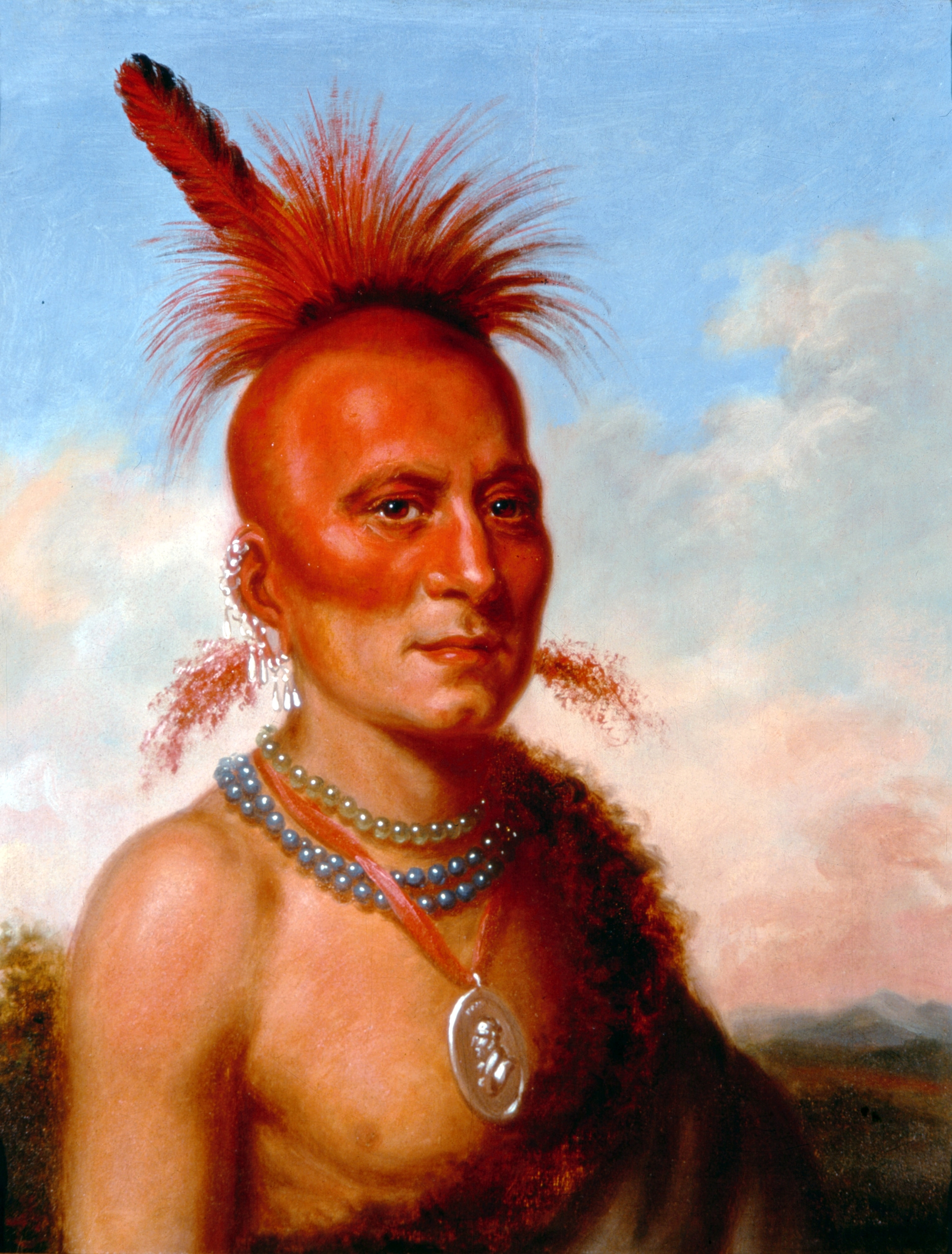
Gemälde aus dem Jahr 1822 von Sharitahrish, einem der führenden Häuptlinge der Grand Pawnee.

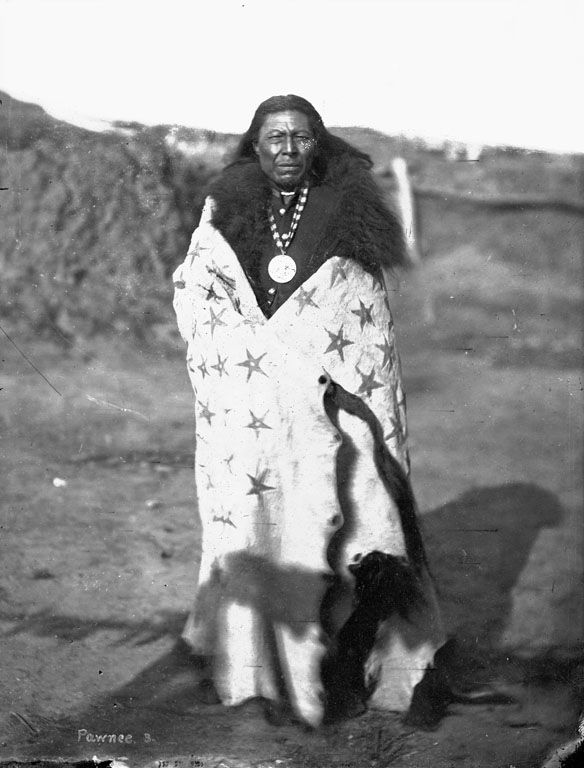
La-Roo-Chuck-A-La-Shar, gefallen 1873 in der Schlacht im Massacre Canyon gegen die Lakota

### Kampf gegen Apachen und Spanier (ca. 1650–ca. 1740)
Francisco Vásquez de Coronado besuchte die benachbarten Wichita 1541 und traf dabei auf einen Pawnee-Häuptling aus dem Dorf Harahey. Während des siebzehnten und Anfang des achtzehnten Jahrhunderts begannen berittene Plains-Apachen (Jicarilla, Lipan, Mescalero) und Navajo (Diné), Dörfer der Pawnee, Wichita und der Caddo zu überfallen und zu berauben. Hierbei brannten sie die Dörfer nieder, töteten so viele Krieger wie möglich und verschleppten die Kinder und Frauen in die Sklaverei. Die Apachen und Navajo verkauften ihre Sklaven in New Mexico an die Spanier und Pueblo-Indianer und im Osten an die Franzosen. Der Sklavenhandel wurde so lebhaft, so dass die Bezeichnung Pawnee im 17. und 18. Jhd. ein Synonym für Sklave wurde. Diese Raubzüge und Sklavenjagden der Apachen (und der Sklavenmarkt der Franzosen und Spanier) zwangen die Pawnee (sowie die Wichita und Caddo), ihre einst weitläufigen und offenen Dörfer aufzugeben und zentralisierte, von Palisaden umgebene und durch Posten gesicherte Siedlungen zu errichten. 1720 besiegten die Pawnee die Expedition von Pedro de Villasur, der versucht hatte, mit 40 spanischen Soldaten und zwanzig Pueblo-Kriegern die Pawnee von französischen Händlern und deren Einfluss fernzuhalten, und hierbei den Tod fand. Seit kurzem hatten die Pawnee begonnen, mit den Franzosen Handel zu treiben, und diese ab 1750 als ihre Verbündete gegen ihre Feinde gewonnen. Mit Hilfe französischer Waffen und Munition waren die Pawnee nun imstande, sich gegen die pausenlosen Raub- und Sklavenzüge der Apachen zur Wehr zu setzen.

### Bündnis mit Franzosen und Comanche, Verdrängung der Apachen von den Plains (ca. 1740–ca. 1775)
1746 dienten die Pawnee zudem als Vermittler zwischen den Comanchen und den Franzosen, was deren Händlern ermöglichte, bis ins spanische Territorium nach Santa Fe vorzudringen und die Comanche mit Gewehren und Munition zu versorgen. Dies ermöglichte den bereits berittenen Comanche (zusammen mit ihren Verbündeten, den Wichita, Tonkawa, Caddo und Gruppen der Pawnee) gegen die ebenfalls berittenen, aber nicht über Gewehre verfügenden Apachen erfolgreich Krieg zu führen und diese endgültig in die Berge New Mexicos und Mexikos sowie in die Randgebiete der Südlichen Plains im Süden von Texas zu verdrängen.
Mit dem Auftreten der Comanche auf den Great Plains und deren kriegerischen Einfällen in die östliche Apacheria gelangten die Comanche durch Raub und Handel in den Besitz großer Pferdeherden; zudem entwickelten sie sich zu den ersten erfolgreichen Pferdezüchtern und den besten Reitern unter den Prärie-Indianern. Bald besaßen die Comanche einen Überschuss an Pferden von ca. 90.000 bis 120.000 Tieren, vermittelten die Pferde per Handel und Tausch nach Norden zu Stämmen wie den Crow weiter und galten weit und breit als der pferdereichste Stamm auf den Plains. Dies führte zwangsläufig zu häufigen Konflikten, da die an Pferden armen, halbsesshaften und mit französischen Gewehren bewaffneten Pawnee, Kansa und Osage, statt langwierige Verhandlungen zu führen, oft einfach ihre Handelspartner erschossen und die Pferde mitnahmen. Während die Pawnee und Osage inzwischen auch Pferde besaßen (meist geraubte Comanche-Pferde), eskalierte der Konflikt 1746 in einem großen Krieg zwischen den Pawnee und Comanche. Nachdem die größten Kampfhandlungen beendet waren, traten die Pawnee, wie bereits erwähnt, sogar als Vermittler zwischen Franzosen und Comanche auf. 1750 schmiedeten die Wichita zwischen Pawnee und Comanche Frieden, bereits im folgenden Jahr besiegten die nun verbündeten Stämme gemeinsam ihre Feinde, die Osage.

### Pferderaubzüge gegen Comanche (ab ca. 1780) und Kriege gegen Osage (ab ca. 1750)
Obwohl viele Comanche 1750 in die Gegend südlich des Arkansas River gezogen waren, blieben die Yaparuhka und Jupe nördlich des Flusses, bekämpften bis 1775 Lakota und Cheyenne in den Black Hills und beraubten die Dörfer der Arikara entlang des Missouri (bis 1805 war der North Platte River, der nördliche Quellfluss des Platte River, zudem als Padouca/Comanche Fork bekannt). Der Frieden zwischen Pawnee und Comanche war nicht von Dauer, und die Pawnee überwanden große Entfernungen, um in New Mexico und Texas die Pferde der Comanche, Kiowa und Kiowa-Apachen (gelegentlich auch der Apachen) zu rauben. Üblicherweise zogen 10 bis 30 Krieger zu Fuß auf Raub aus und kehrten, falls erfolgreich, beritten und mit Skalps, Gütern und Gefangenen zurück. Dieser Taktik wegen nannten die berittenen Kiowa die Pawnee und Osage verächtlich Wanderer oder Spaziergänger. Dies führte wiederum zu heftigen Auseinandersetzungen und Kämpfen (1790–1793 und 1803).
Obwohl sie durch die Pawnee-Comanche-Allianz 1751 eine Niederlage erlitten hatten, expandierten die Osage und erweiterten ihr Stammesgebiet auf Kosten der Pawnee und Comanche nach Norden, Westen und Süden erheblich. Die Pawnee verließen daher trotz ihres Sieges ihre Gebiete in Kansas und zogen nach Norden ins Platte Valley in Nebraska, die Comanche orientierten sich weiter nach Westen und Süden. Zudem litten die Pawnee unter den Angriffen der von Briten bewaffneten Sioux (Lakota, Nakota) und Osage, da die Franzosen im Pariser Frieden 1763 Louisiana aufgaben und die Pawnee somit ihre wichtigsten Verbündeten sowie Waffenlieferanten verloren.

### Konflikte mit Plains-Stämmen, Verlust der Dominanz (ab ca. 1790–ca. 1879)
Bereits durch mehrere Seuchen stark geschwächt und durch die ständigen Kriege gegen Blackfoot, Lakota, Comanche, Osage, u. a. dezimiert, konnten die Pawnee ihre Macht nicht länger behaupten und gerieten immer weiter in die Defensive. Waren sie gegen 1720 noch der dominante Stamm in Nebraska und Kansas, so hatten nun ihre Feinde die Oberhand gewonnen. Daher wanderten auch mehrere Gruppen der Pawnee nach Süden und schlossen sich ihren bereits stark dezimierten Wichita-Verwandten entlang des Red River an. Als sich 1771 ca. 300 nördliche Pawnee nach einem Handelsbesuch gleich bei den Wichita niederließen, vermischten sie sich mit den Wichita und wurden als Asidahesh/Asidahetsh (Pawnee-Name) bzw. als Akwits/Akwesh (Wichita-Name) bekannt.
Durch den Wegzug der Pawnee und Comanche aus den Zentralen Plains entstand plötzlich ein Machtvakuum, in das plündernde Stoßtrupps der Cheyenne und Arapaho vorstießen. Sie behaupteten sich gegenüber allen Stämmen erfolgreich, die noch Anspruch auf das Gebiet erhoben (Comanche, Kiowa, Kiowa-Apachen, Pawnee und Ute), wurden die wichtigsten Händler auf den Plains sowie ab 1840 Verbündete der Comanche und Kiowa. Die Pawnee hingegen hatten bis zur Niederwerfung der Arapaho und Cheyenne durch die Amerikaner 1877–1879 unter den ständigen Überfällen und Pferdediebstählen der verbündeten Stämme zu leiden.

### Abtretung der Stammesgebiete und Zug in die Reservation (1818–1892)
1795 berichtete eine Gruppe von Pawnee und Wichita in San Antonio den Spaniern von Beleidigungen und Unrecht, das sie seitens der Amerikaner erfahren hatte, und zeigte Interesse, die Freundschaft mit den Spaniern zu festigen. Trotz Interesses seitens der Spanier ergab sich aus dem Treffen kein Bündnis. Später besuchte eine Delegation von Stammeshäuptlingen Präsident Thomas Jefferson, und 1806 kamen Lieutenant Zebulon Pike, Major G. C. Sibley und Major S. H. Long in die Pawnee-Dörfer. In mehreren Verträgen traten die Pawnee zwischen 1818 und 1892 ihr Land an die Vereinigten Staaten ab und zogen in eine Reservation am Loup River in Nebraska. Permanente Überfälle der Lakota aus dem Norden gipfelten am 5. August 1873 in einem Massaker. Zu dessen Gedenken entstand 1930 das Massacre Canyon Monument. Ferner waren sie durch das Eindringen weißer Siedler aus dem Osten und Süden 1875 gezwungen, ihre Reservation zu verlassen und in das Indianerterritorium zu ziehen. Viele junge Pawnee zogen es vor, lieber als Scouts zur Kavallerie der US-Armee zu gehen, als die Öde des Reservationslebens zu ertragen.
Im 20. Jahrhundert wandten sich die meisten Pawnee dem Christentum zu. Es gibt jedoch immer noch Anhänger der traditionellen Religion, viele praktizieren beides nebeneinander, manche bekennen sich zur Peyote-Religion.

## Demographie
Im 19. Jahrhundert wurden die Pawnee von Pocken und Cholera-Epidemien beinahe ausgelöscht. Ihre Bevölkerung reduzierte sich im Jahre 1900 auf schätzungsweise 600 Stammesmitglieder. Bei der Volkszählung im Jahre 2000 lebten 2486 Pawnee in oder nahe ihrer Oklahoma-Reservation. 1996 sprachen nur noch vier ältere Pawnee ihre traditionelle Sprache. 1964 bekamen die Pawnee eine Nachzahlung von 7.316.096,55 Dollar für unterbewertete Landverkäufe aus dem vergangenen Jahrhundert. Heute bemühen sich die Pawnee, ihre alte Kultur wiederzubeleben, und treffen zweimal im Jahr mit ihren Verwandten von den Wichita zusammen.

## Benennungen
Die Countys Pawnee County in Kansas, Pawnee County in Nebraska und Pawnee County in Oklahoma sind nach dem Stamm benannt.